# タヨ語
タヨ語(Tayo language、もしくはKaldosh, Caldoche, Patois de St-Louisとしても知られる)は、ニューカレドニア、特にヌメア近くのセントルイス、そしてパイタ(w:Païta)で話される、フランス語ベースのクレオール言語である。およそ2000名が母語にしているが、第2言語としての使用者もいる。
フランス語ベースのクレオール言語ではあるが、構文はビスラマ語、ピジン語、トク・ピシンなどの太平洋の英語ベースのクレオール言語に近い。消滅した「ビスラマ」（現在のビスラマ語とは異なる）と呼ばれていたバヌアツのフランス語ベースのクレオール言語に恐らく関係があるとされている。